# 莱尔斯
莱尔斯（法語：Leers，法語發音：[lɛʁs]）是法国上法蘭西大區北部省的一个市镇，属于里尔区和里尔欧洲都会区。

## 地理
莱尔斯（50°40'54"N, 3°14'38"E）面积5.4 平方千米，位于法国上法蘭西大區北部省，该省份为法国最北部的省份及最长的省份，西北濒北海，西接加来海峡省，南至埃纳省和索姆省，东与比利时接壤。
与莱尔斯接壤的市镇（或旧市镇、城区）包括：利斯莱拉努瓦、图夫莱尔斯、瓦特勒洛、鲁贝、埃坦皮。
莱尔斯的时区为UTC+01:00、UTC+02:00（夏令时）。

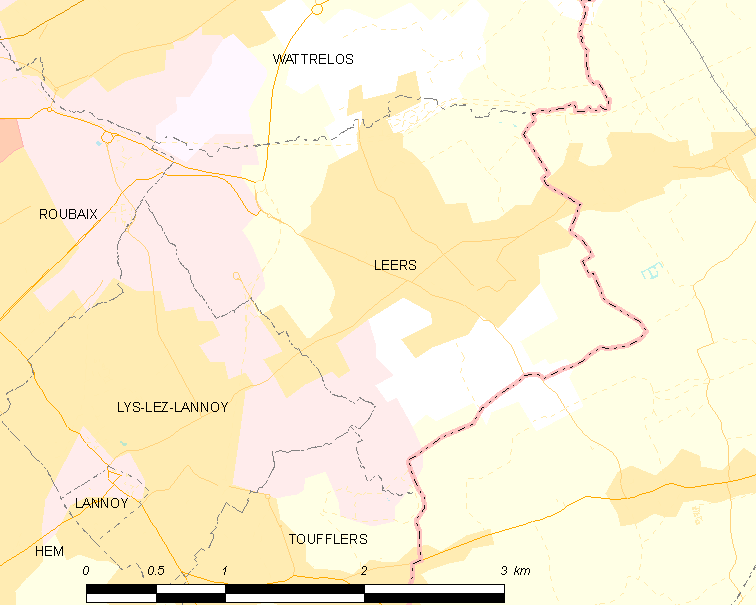
莱尔斯的OSM定位图

## 行政
莱尔斯的邮政编码为59115，INSEE市镇编码为59339。

## 政治
莱尔斯所属的省级选区为鲁贝第二县。

## 人口

1962-2008年间莱尔斯人口变化图示

莱尔斯于2022年1月1日时的人口数量为9555人。